# Роберт Шоу
Роберт Арчібальд Шоу (англ. Robert Archibald Shaw) (9 серпня 1927 — 28 серпня 1978) — англійський актор і письменник. Він розпочав свою акторську кар'єру у Меморіальному театрі Шекспіра після випуску з Королівської академії драматичного мистецтва та з'являвся у постановках відомих шекспірівських п'єс: «Макбет», «Генріх VIII», «Цимбелін» та інших його творів. Будучи у складі трупи «Олд Вік» (1951–52), він продовжував виступати переважно у постановках шекспірівських п'єс. У 1959 році він виконав роль у постановці театра Вест-Енда «Довгий, короткий і високий».
Шоу був номінований на премії «Оскар» та «Золотий глобус» за роль Генріха VIII у драматичному фільмі «Людина на всі часи» (1966). Він також зіграв гангстера Дойля Лоннегана у кримінальній комедії «Афера» (1973) та мисливця на акул Квінта у «Щелепах» (1975). Серед інших фільмів, у яких він знявся, були: «З Росії з любов’ю» (1963), «Битва за Британію» (1969), «Молодий Вінстон» (1972), «Взяття Пелгема. Раз, два, три» (1974), «Робін і Меріан» (1976), а також «Чорна неділя» та «Безодня», обидва з яких вийшли у 1977 році.☁
Шоу також був письменником, який отримав премію Готорндена 1962 року за свій роман «Сонячний лікар». Інший його роман і п'єса «Людина у скляній будці» мали міжнародний успіх і були екранізовані в 1975 році.

## Раннє життя
Роберт Арчібальд Шоу народився 9 серпня 1927 року у домі за адресою Кінг-стріт, 51, у Вестоутоні, графство Ланкашир, у родині Томаса Арчібальда Шоу та Дорін Нори, уродженої Ейвері. Його батько, лікар і колишній лейтенант Королівської польової артилерії, був шотландського походження. Його мати, колишня медсестра, народилася в Піггс-Пік, Свазіленд .  У нього було три сестри на ім'я Елізабет, Джоанна та Венді, а також один брат на ім'я Александр. Коли йому було сім років, родина переїхала до Шотландії і поселилась у Стромнессі на Оркнейських островах . Його батько покінчив життя самогубством, коли Шоу було 12 років, після чого родина переїхала до Корнуоллу, де Шоу навчався у незалежній школі Труро.  Деякий час він працював у підготовчій школі Гленхоу в Солтберн-бай-зе-Сі в Північному Йоркширському районі. У 1948 році він закінчив пКоролівську академію драматичного мистецтва в Лондоні. 

## Кар'єра

### Рання кар'єра

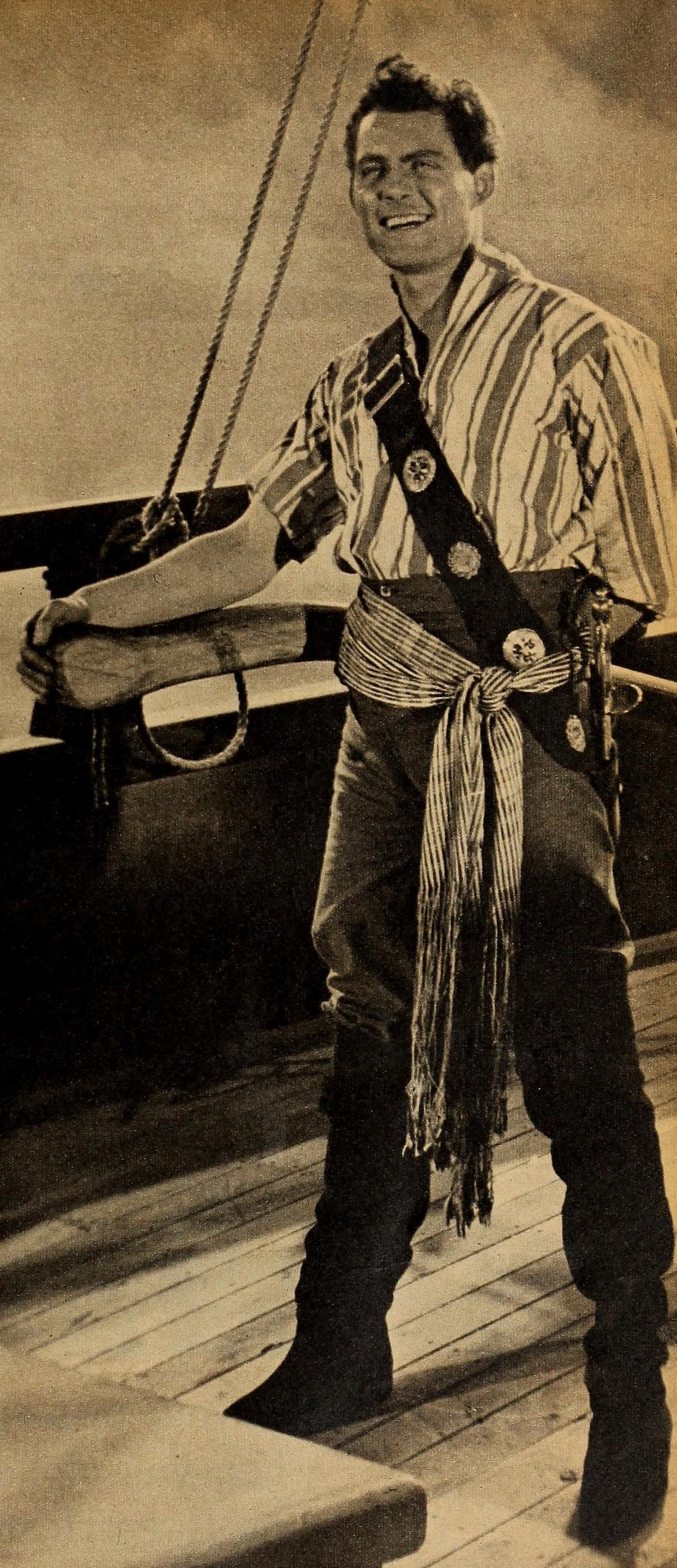
Шоу у телесеріалі«Буканьєри» (1957)

Шоу розпочав свою акторську кар'єру в театрі, виступаючи в регіональних театрах по всій Англії. У 1946 році він зіграв Ангуса у постановці «Макбета» у Стратфорді. У 1947 році з'явився у виставі «Вишневий сад» на британському телебаченні; також для цього каналу він зіграв у «Дванадцята ніч» та «Макбет».
Він виконав невелику роль поліцейського лаборанта у фільмі «Банда з Лавандер Гілл» (1951). Наступного року він дебютував у Лондоні, у Вест-Енді, у театрі «Ембасі» в Каро-Вільям. Того ж року з'явився на телебаченні у фільмі «Гарний час бути народженим» (1952).
Шоу зіграв невеликі ролі у фільмах: «Руйнівники гребель» (1955); телевізійній екранізації твору Емми Орці «Скарлет Пімпернел» — «Пригоди Скарлет Пімпернел» (1956); «Двойна гра» (1956) та «Пагорб у Кореї» (1956) (разом з іншими молодими акторами, такими як Майкл Кейн), а також телевізійній версії фільму «Пробудження Хіндла» (1957).

### Буканьєри
Шоу став телезіркою у Великій Британії після виконання головної ролі капітана Дена Темпеста у серіалі «Буканьєри» (1956–57), який складався з 39 епізодів. На той час він був одним із провідних телевізійних акторів, зігравши головні ролі в таких телефільмах, як «Успіх» (1957) та телевізійна версія «Руперта з Генцау» (1957). Він досяг значного театрального успіху з виставою «Довгий, короткий і високий» на Вест-Енді в 1959 році, режисером якої був Ліндсі Андерсон. Цю постановку було також адаптовано для телебачення (хоча Шоу не з'явився у художній кіноверсії).
Шоу зіграв невеликі ролі у фільмах «Морська лють» (1958) та «Наклеп» (1959), а також брав участь у виставах «Вільгельм Телль», ITV Television Playhouse, «Чотири праведники» та «Небезпечна людина». Крім того, він з'явився у телевізійних постановках, зокрема «Темний чоловік», «Осічка» та «Поїзд».
У 1961 році він з'явився у бродвейській постановці п'єси Гарольда Пінтера «Доглядач» разом із Дональдом Плезенсом та Аланом Бейтсом. Шоу замінив Пітера Вудторпа, який грав у тій самій п'єсі на лондонській сцені. Виставу було поставлено 165 разів. Того ж року він зіграв помітні ролі у воєнному фільмі «Доблесний» та трилері «Завтра о десятій» (обидва — 1962 року). Шоу також виконав головні ролі в телевізійних версіях «Зимової казки» та «Батька» (обидві — 1962 року). Він, Плезенс і Бейтс повторили свої ролі у фільмі «Доглядач» (1963); Шоу був також частиною консорціуму, що допоміг профінансувати цю стрічку.

### Письменство
Перший роман Шоу під назвою «Схованка», опублікований у 1960 році, отримав позитивні відгуки. Його другий роман — «Сонячний лікар» (1961) був удостоєний премії Готорндена в 1962 році.

### Шлях до слави
Справжня відомість прийшла до Роберта Шоу після ролі кілера Дональда «Рудого» Гранта у другому фільмі про Джеймса Бонда — «З Росії з любов’ю» (1963). На телебаченні він з’явився в телевізійній адаптації п’єси Оскара Вайлда «Флорентійська трагедія» (1963), а також зіграв Клавдія у постановці «Гамлет в Ельсінорі» (1964) разом із Крістофером Пламмером. Він виконав головну роль у фільмі «Вдача Джинджера Коффі» (1964), знятому в Канаді разом із Мері Юр, яка згодом стала його другою дружиною. Того ж року він з’явився у фільмі «Колода на ще одне Різдво» (1964). Пізніше Шоу сказав про свою ранню кар’єру: «Я міг би бути звичайним прямолінійним героєм, але такий образ здавався мені нудним». 
У 1964 році Шоу повернувся на Бродвей у постановці «Фізики» під режисурою Пітера Брука, однак вистава протрималась лише 55 показів. «Я дуже хочу уникати зйомок у комирційно-провальних фільмах за купи грошей», — сказав він. — «Цього важко уникнути, маючи шістьох дітей та двох дружин».
Після цього Шоу розпочав трилогію романів: «Прапор» (1965), «Людина у скляній будці» (1967) та «Листівка з Марокко» (1969). Він також адаптував «Схованку» у сценарій до фільму «Ситуація безнадійна... Але некатострофічна» за участю сера Алека Гіннеса.
У 1965 році Шоу знявся у «Битва в Арденнах» в ролі сурового командира танкової дивізії Вермахту полковника Гесслера. За роль молодого Генріха VIII у фільмі «Людина на всі часи» (1966), який приніс йому номінацію на премію «Золотий глобус» та премію «Оскар» за найкращу чоловічу роль другого плану. Інші визначна ролі Шоу: генерал Джордж Армстронг Кастер у фільмі «Кастер із Заходу» (1967); священик Мартін Лютер у фільмі «Лютер» (телефільм 1968 року, знятий для телебачення); ексцентричний Стенлі у фільмі «Вечірка з нагоди дня народження» (1968), режисера Вільяма Фрідкіна . 

### Людина у скляній будці
Його п’єса «Людина у скляній будці» мала успіх у Лондоні в 1967 році. Наступного року постановку перенесли на Бродвей, де вона також здобула визнання, протримавшись 264 вистави. Найбільшу увагу привернула саме сценічна адаптація цієї п’єси. Книга та п’єса подають складну й морально неоднозначну історію про чоловіка, який, залежно від інтерпретації, або є єврейським бізнесменом, що вдає з себе нацистського воєнного злочинця, або нацистським злочинцем, який маскується під єврейського бізнесмена. П’єса викликала суперечливі відгуки у Великій Британії та США: одні критики хвалили її як «хитре, вправне та складне дослідження Шоу моральних питань національності та ідентичності», інші — різко критикували за трактування такої делікатної теми. П’єса (на відміну від фільму) прямо ставить провокаційне запитання: «Якби їм дали шанс, чи поводилися б євреї як нацисти?». 
Найбільшу увагу привернула саме сценічна адаптація цієї п'єси. Книга та п'єса подають складну й морально неоднозначну історію про чоловіка, який, залежно від інтерпретації, або є єврейським бізнесменом, що вдає з себе нацистського воєнного злочинця, або нацистським злочинцем, який маскується під єврейського бізнесмена.
П'єса викликала суперечливі відгуки у Великій Британії та США: одні критики хвалили її як «хитре, вправне та складне дослідження Шоу моральних питань національності та ідентичності», інші — різко критикували за трактування такої делікатної теми.
П'єса (на відміну від фільму) прямо ставить провокаційне запитання: «Якби їм дали шанс, чи поводилися б євреї як нацисти?».
Шоу був серед зірок фільму «Битва за Британію» (1969), де він зіграв пілота на прізвисько Шкіпер — персонажа, образ якого був заснований на південноафриканському пілоті та асе Королівських повітряних сил Великої Британії Адольфі Гісберті Малані.
Він виконав головну роль іспанського конкістадора Франсіско Пісарро у фільмі «Королівське полювання сонця» (1969), а також знявся у стрічці «Фігури у пейзажі» (1970).
У 1970 році Шоу повернувся на Бродвей як головний герой мюзиклу «Ґантрі» — музичної адаптації роману «Елмер Ґантрі» Сінклера Льюїса. Незважаючи на участь Ріти Морено, постановка провалилася і була знята з репертуару після першого й єдиного показу. Його п’єсу «Вулиця Катона», присвячену  змові на вулиці Катона 1820 року, вперше поставили в Лондоні у 1971 році. Того ж року він також з’явився у бродвейській постановці п’єси «Старі часи». 
Як актор, він з’явився у фільмах «Місто під назвою Бастард» (1971), спагеті-вестерні; «Молодий Вінстон» (1972), де виконав роль лорда Рендольфа Черчилля; «Відображення страху» (1972); «Наймит» (1973). Він також мав епізодичну роль у фільмі «Золота подорож Сіндбада» (1973), зіграв гангстера Дойла Лоннегана у фільмі «Афера» (1973), який став величезним хітом, а також викрадача метро й лідера заручників «містера Блу» у трилері «Захоплення потягу Пелгам 1-2-3» (1974). (1974).
Його остання роль у Бродвеї у 1974 році була постановка «Танець смерті» .
«Людина у скляній будці» була адаптована для екранізації, однак Шоу не схвалив початковий варіант сценарію й наполіг на тому, щоб його ім’я було викреслено з титрів. Проте після перегляду завершеного фільму перед його виходом він змінив думку та попросив відновити авторство.

У 2002 році режисер Артур Гіллер розповів про початкові заперечення Шоу щодо сценарію та його подальшу зміну ставлення:
«Коли ми вирішили, що фільму потрібно більше емоцій, і почали рухатися в цьому напрямку, ми, звісно, намагалися, з усією чесністю перед Робертом Шоу, зберегти інтелектуальний характер п’єси, але водночас створити більш емоційне середовище. І це викликало в Шоу сильне занепокоєння. Йому ця ідея не сподобалася. Справді, якщо ви подивитеся фільм, то побачите, що його ім’я не згадується в титрах — навіть не написано “за мотивами п’єси «Людина у скляній будці»”, бо він не дозволив нам цього зробити.
Йому просто не подобався обраний підхід — до того моменту, поки він не побачив сам фільм. Після перегляду він зателефонував сценаристу Едді Анхальту і привітав його — визнав, що тон, який для нього був важливим, було збережено, і зроблено це блискуче. Потім він подзвонив Морту Абрахамсу, виконавчому продюсеру, щоб дізнатися, чи можна додати його ім’я у фінальні титри. Але було вже надто пізно — усі копії фільму вже були надруковані.». 
Проте, чи є слова Артура Гіллера достовірним відображенням подій, — достеменно невідомо.. 

### Зіркова слава в кіно
Найбільшої кінозіркової слави Шоу досяг після ролі мисливця на акул Квінта у фільмі Стівена Спілберга «Щелепи» (1975). Спочатку він неохоче погоджувався на цю роль, оскільки йому не сподобався роман, проте вирішив прийняти пропозицію за наполяганням своєї дружини — акторки Мері Юр — та секретарки. 
Потім Шоу з'явився у фільмі «Кінець гри» (1975); «Діаманти» (1975);  «Робін і Меріан» (1976) у ролі шерифа Ноттінгема разом з Одрі Хепберн (Діва Меріан) та Шоном Коннері (Робін Гуд); «Лиходій» (1976); «Глибина» (1977); та у роль ізраїльського агента Моссаду Давида Кабакова у фільмі «Чорна неділя» (1977).
Під час зйомок фільму Загін 10 з Наварон (1978) Шоу сказав: «Я серйозно думаю, що це може бути мій останній фільм». ... Мені більше нічого серйозного сказати. Я вражений деякими рядками ... Мені некомфортно в кіно. Не пам'ятаю останнього фільму, у якому мені б сподобалось зніматися».  Він знявся ще у одному фільмі, «Лавинний експрес» (1979).

## Особисте життя
Шоу був одружений тричі та мав десять дітей, двоє з яких були усиновлені.
Його першою дружиною була Дженніфер Бурк (1952–1963), з якою він мав чотирьох доньок.
Другою дружиною була акторка Мері Юр (1963–1975), з якою у нього було четверо спільних дітей. Шоу також усиновив її сина від попереднього шлюбу з драматургом Джоном Осборном. Цей шлюб завершився трагедією — Мері Юр померла від передозування алкоголю та барбітуратів.
Його третьою й останньою дружиною була Вірджинія Янсен, з якою він перебував у шлюбі з 1976 року до своєї смерті в 1978-му. У цьому шлюбі в них народився син, а також Шоу усиновив її сина від попередніх стосунків.  
Протягом останніх семи років свого життя Шоу проживав у будинку Дрімбоун у Турмакеді, графство Мейо, Ірландія. Як і його батько, Шоу був алкоголіком більшу частину свого життя.
Шоу назвав себе соціалістом під час Коркського міжнародного кінофестивалю 1976 року. «Я починав як войовничий соціаліст, і навіть зараз під страхом смерті не зміг би проголосувати за торі», — сказав він в інтерв'ю пізніше того ж року, додавши: «Я все ще вважаю себе в певному сенсі соціалістом».

## Смерть
Шоу помер в Ірландії 28 серпня 1978 року у віці 51 року від серцевого нападу, коли їхав з Каслбара (графство Мейо) до свого будинку в Турмакеаді. Його супроводжували дружина та син. Йому раптово стало зле: він зупинив машину, вийшов з неї, але невдовзі знепритомнів і втратив свідомість на узбіччі дороги. Його доправили до загальної лікарні Каслбара, де було зафіксовано смерть.
На той момент він щойно завершив зйомки у фільмі «Лавинний експрес». Його тіло було кремовано, а прах розвіяно біля будинку в Турмакеаді. У серпні 2008 року, через тридцать три десятиліття після смерті, на цьому місці було відкрито кам'яний меморіал на його честь.

## Данина поваги
Себастьян Шоу зі всесвіту коміксів Людей Ікс був названий і змодельований на честь Шоу. 
Кінорежисер Рідлі Скотт у коментарі до DVD-видання фільму «Гладіатор» (2000), обговорюючи кастинг ролей Проксімо та Маркуса Аврелія, зауважив: «Зараз у нас дуже мало Робертів Шоу», маючи на увазі, що він шукав суворого, харизматичного актора, подібного до Шоу. У цьому випадку такими стали Олівер Рід і Річард Гарріс.

## Роботи Роберта шоу

### Драма
- Доглядач (1962)
- Фізики (1964)
- Людина у скляній будці (1968)
- Портальний (1970)
- Старі часи (1971)
- Танець смерті (1974)

### Фільмографія
- Вишнева роза (1947)
- Банда з Лавендер Гілл (1951) — поліцейський хімік
- Руйнівники гребель (1954) — сержант Пулфорд
- Подвійна гра (1956) — Ернест
- Пагорб у Кореї (1956) — молодший капрал Годж
- Морська лють (1958) — Gorman
- Лібель (1959) — фотограм
- Темна людина (телебачення, 1960) — Алан Реган
- Хоробрий (1962) — лейтенант Філд
- Батько (1962) — капітан
- Завтра о десятій (1962) — Мерлоу
- Доглядач (1963) — Естон
- З Росії з любов'ю (1963) — Ред Грант
- Вдача Джинджера Кофі (1964) — Ginger Coffey
- Битва в Арденах (1965) — полковник Мартін Гесслер
- Людина на всі часи (1966) — король Генріх
- Кастер із заходу (1967) — Джордж Армстронг Кастер
- Лютер (телебачення, 1968) — Мартін Лютер
- Вечеринка з нагоди дня народження (1968) — Стенлі Уєбер
- Битва за Англію (1969) — командир ескадрильї «Шкіпер»
- Королівське полювання сонця (1969) — Франсіско Пісарро
- Силуети на пейзажі (1970) — МакКоннахі
- Місто прозване Бастард (1971) — священик
- Відлуння страху (1972) — Майкл
- Молодий Вінстон (1972) — Рендольф Черчилль
- Наймит (фільм) (1973) — Стівен Ледбеттер
- Золота подорож Сіндбада (1973) — оракул
- Афера (1973) — Дойль Лоннеган
- Захоплення потягу Пелхам 1-2-3 (1974) — містер Голубий
- Щелепи (1975) — Квінто
- Людина у стекляній будці (1975) — автор
- Кінець гри (1975) — Річард Гастманн
- Алмази (1975) — Чарльз Годжсон
- Робін та Меріен (1976) — Шериф Ноттінгема
- Головоріз (1976) — Нед Лінч
- Чорна неділя (1977) — майор Девід Кабаков
- Безодня (1977) — Ромер Тріс
- Загін 10 з Наварон (1978) — майор Кейт
- Експресс-лавина (1979) — генерал Маренков (знятий у 1978; остання роль; фільм випущений після смерті)

1. ↑  Student & graduate profiles — Королівська академія драматичного мистецтва.
2. ↑  CONOR.Sl
3. ↑  Mayor to unveil plaque in honour of Jaws star. The Bolton News. Newsquest. 19 липня 1996. Процитовано 18 червня 2018.
4. ↑  Wakeman, John; Kunitz, Stanley (1975). World Authors, 1950–1970: A Companion Volume to Twentieth Century Authors. Wilson. с. 1292. ISBN 978-0-8242-0419-8.
5. ↑  Ross, Lillian; Ross, Helen (1961). The Player A Profile of an Art. Simon and Schuster. с. 472.
6. ↑  The "Spirit of Truro" – When Truro School Built an Aeroplane. Truro School. 11 червня 2015. Процитовано 25 квітня 2019.
7. ↑  Robert Shaw. RADA. Процитовано 8 травня 2020.
8. 1 2 3 4  Taylor, Clarke (3 лютого 1976). Robert Shaw: Actor, Author, Egotist. The Washington Post. с. D2.
9. ↑  The Buccaneers. BFI Screenonline.
10. ↑  Actor-author Robert Shaw dies. The Guardian. 29 серпня 1978. с. 1.
11. ↑  The Caretaker. BFI Screenonline.
12. ↑  McIlvanney, Hugh (21 квітня 1968). Mr Shaw likes to play the winner. The Observer. с. 22.
13. ↑  Heart attack kills Robert Shaw in Mayo. The Irish Times. 29 серпня 1978. с. 1.
14. ↑  Díez Medrano, Juan (24 січня 2010). Framing Europe: Attitudes to European Integration in Germany, Spain, and the United Kingdom. Princeton University Press. с. 273. ISBN 9780691146508.
15. ↑  Sinclair, Clive (4 травня 2015). Writers at the Movies: 'Custer of the West'. Contrapasso.
16. ↑  ABC's 5 Years of Film Production Profits & Losses. Variety. 31 травня 1973. с. 3.
17. ↑  Robert Shaw Play Staged in London: Actor's First Effort, 'Glass Booth,' Grips Audience. The New York Times. 29 липня 1967. с. 12.
18. 1 2  The Forgotten Novels of Robert Shaw. Withnail Books. Процитовано 14 липня 2023.
19. ↑  Off the Wall can't shatter clunky finale of 'Man in the Glass Booth'. www.jsonline.com. Процитовано 14 липня 2023.
20. ↑  Mackenzie, S. P. (2016). The Battle of Britain on Screen: 'The Few' in British Film and Television Drama. Bloomsbury. с. 139. ISBN 9781474228466.
21. ↑  Dangaard, Colin (29 січня 1978). Shaw: Cash crunch adds up to misery. Chicago Tribune. с. e20.
22. 1 2  Robert Shaw, 51, Hunter of 'Jaws,' Dies. Los Angeles Times. 29 серпня 1978. с. 5.
23. ↑  Summer of the Shark. Time. 23 червня 1975. Архів оригіналу за 30 листопада 2009. Процитовано 9 листопада 2011.
24. ↑  Watters, Jim (12 вересня 1976). The Fathomable Film Life in 'The Deep': Film Intrigue of Underwater Life Films Follow Lure of the Deep Fathoming 'The Deep' Film. Los Angeles Times. с. v1.
25. ↑  Lee, Grant (2 вересня 1978). Film Clips: Memories of Robert Shaw: 'A Gallant Man'. Los Angeles Times. с. b5.
26. ↑  Avalanche Express (1979) – A Review. 23 лютого 2021. Процитовано 25 липня 2022.
27. ↑  Mann, Roderick (4 квітня 1978). Robert Shaw: Into Other Waters. Los Angeles Times. с. b20.
28. ↑  Ciafardini, Marc (6 червня 2016). Composer Rob Kolar Takes the Sonic Wheel for 'The Detour' on TBS. goseetalk.com. Процитовано 27 січня 2018.
29. ↑  Holdsworth, Nick (17 липня 2010). Brother, sister act is film fest friendly. Variety. Penske Business Media, LLC. Процитовано 25 серпня 2018.
30. 1 2  O'Toole, Connie (11 серпня 2008). Robert Shaw memorial unveiled in Mayo village. Irish Times.
31. ↑  McIver, Brian (14 червня 2012). Revealed: The Scottish roots behind hellraiser Robert Shaw as Jaws hits cinemas again. Daily Record.
32. ↑  Leland, Mary. A Man for Most Seasons: Mary Leland talks to ROBERT SHAW, actor and writer, and one of the personalities at the recent Cork Film Festival. The Irish Times. Dublin. с. 8. ProQuest 527567430. Процитовано 25 травня 2024.
33. ↑  Robert Shaw. tourmakeady.weebly.com.
34. ↑  Arnold, Gary (29 серпня 1978). Actor Robert Shaw, Known for Menacing Roles, Dies in Ireland. The Washington Post. Процитовано 8 листопада 2019.
35. ↑  Parkinson, David. Shaw, Robert Archibald (1927–1978). Oxford Dictionary of National Biography (вид. онлайн). Oxford University Press. doi:10.1093/ref:odnb/57319. (Необхідна підписка або членство в публічній бібліотеці Сполученого Королівства .)
36. ↑  Lentz, Robert J. (16 січня 2016). Lee Marvin: His Films and Career. McFarland Publishing. с. 159. ISBN 9780786426065.
37. ↑  Cronin, Brian (30 березня 2006). Comic Book Urban Legends Revealed #44!. CBR. Процитовано 9 червня 2011.
38. ↑  Scott, Ridley (2022). Gladiator. Universal studios. OCLC 1353211685. Процитовано 15 січня 2023.

### Телебачення
| Рік       | Серія                     | Роль                      | Нотатки                       |
| --------- | ------------------------- | ------------------------- | ----------------------------- |
| 1956–1957 | Буканьєри                 | Капітан Ден Темпест       |                               |
| 1957 рік  | Руперт з Генцау           | Руперт з Генцау           | Телевізійний фільм            |
| 1958 рік  | Наберіть 999              | Віллі                     | Епізод: «Екстрадиція»         |
| 1960 рік  | Крісельний театр          | Марл Ренфрю               | Епізод: «Осічка запалювання»  |
| 1960 рік  | Чотири праведники         | Стюарт                    | Епізод: «Crack-Up»            |
| 1960 рік  | ITV Television Playhouse  | Кен Радж                  | Епізод: «Моє власне місце»    |
| 1960 рік  | ITV Television Playhouse  | Чарлі Вільямс             | Епізод: «Нічний біг на Захід» |
| 1960 рік  | Гра тижня                 | Вілсон                    |                               |
| 1961 рік  | Небезпечна людина         | Тоні Костелло             | Епізод: «Поховайте мертвих»   |
| 1962 рік  | Зимова казка              | Леонтес                   | Телевізійний фільм            |
| 1964 рік  | Гамлет в Ельсінорі        | Король Клавдій            | Телевізійний фільм            |
| 1964 рік  | Колядка на ще одне Різдво | Привид Різдва Майбутнього | Телевізійний фільм            |
| 1974 рік  | Широкий світ таємниць     | Джайлз                    | Епізод: «Перерва»             |

### Книги
- Схованка (1960)
- «Сонячний лікар» (1961) був нагороджений премією Хоторндена 1962 року.
- Прапор (1965)
- Ситуація безнадійна... Але некатострофічна (адаптація сценарію роману «Схованка», 1965)
- Людина у скляній будці (1967)
- «Людина у скляній будці» (адаптація п'єси, 1968)
- Листівка з Марокко (1969)
- Фігури в пейзажі (1970) (екранізація роману)
- Вулиця Катона (п'єса, 1971)
- Щелепи (1975) (невказана переробка монологу Індіанаполіса )

## Нагороди
На 39-й церемонії вручення премії «Оскар» у 1967 році Шоу став другим актором — після Чарльза Лотона — який отримав номінацію на «Оскар» за роль короля Англії Генріха VIII у фільмі «Людина на всі пори року» (1966). Він також був номінований на премію «Золотий глобус» за ту саму роль, а також на премію «Греммі» у категорії найкращий розмовний документальний фільм або драматичний запис за аудіоадаптацію фільму та п'єси.
Шоу згодом отримав нагороди за роль другого плану від Національної ради кінокритиків та Канзас-Сіті Кінокритиків. Крім того, його гра в біографічному фільмі 1972 року «Молодий Вінстон» принесла йому номінацію на найкращого актора другого плану від Нью-Йоркського кола кінокритиків. Також він посмертно отримав нагороду від Асоціації онлайн-кіно та телебачення за роль у фільмі «Щелепи».

## Зовнішні посилання
- Роберт Шоу на сайті Internet Broadway Database (англ.)
- Роберт шоу на British Film Institute
- Роберт Шоу на сайті IMDb (англ.)
- Robert Shaw — For All Seasons
- Роберт Шоу на сайті TCM Movie Database (англ.)